# Torbda takachihoensis
Torbda takachihoensis är en stekelart som beskrevs av Setsuya Momoi 1966. Torbda takachihoensis ingår i släktet Torbda och familjen brokparasitsteklar. Inga underarter finns listade i Catalogue of Life.